# La Boissière (Mayenne)
Pour les articles homonymes, voir La Boissière.
La Boissière est une commune française, située dans le département de la Mayenne en région Pays de la Loire, peuplée de 116 habitants.

## Géographie
La Boissière est située sur l'ancienne frontière de l'Anjou, face à la Bretagne.
La commune est située dans le Sud-Mayenne.

### Climat
Pour des articles plus généraux, voir Climat des Pays de la Loire et Climat de la Mayenne.
En 2010, le climat de la commune est de type climat océanique altéré, selon une étude du CNRS s'appuyant sur une série de données couvrant la période 1971-2000. En 2020, Météo-France publie une typologie des climats de la France métropolitaine dans laquelle la commune est exposée à un climat océanique et est dans la région climatique  Bretagne orientale et méridionale, Pays nantais, Vendée, caractérisée par une faible pluviométrie en été et une bonne insolation. 
Pour la période 1971-2000, la température annuelle moyenne est de 11,6 °C, avec une amplitude thermique annuelle de 13,8 °C. Le cumul annuel moyen de précipitations est de 721 mm, avec 12 jours de précipitations en janvier et 6,5 jours en juillet. Pour la période 1991-2020, la température moyenne annuelle observée sur la station météorologique de Météo-France la plus proche, « Segré_sapc », sur la commune de Segré-en-Anjou Bleu à 13 km à vol d'oiseau, est de 12,8 °C et le cumul annuel moyen de précipitations est de 704,6 mm,. Pour l'avenir, les paramètres climatiques de la commune estimés pour 2050 selon différents scénarios d'émission de gaz à effet de serre sont consultables sur un site dédié publié par Météo-France en novembre 2022.

## Urbanisme

### Typologie
Au 1er janvier 2024, La Boissière est catégorisée commune rurale à habitat très dispersé, selon la nouvelle grille communale de densité à sept niveaux définie par l'Insee en 2022.
Elle est située hors unité urbaine et hors attraction des villes,.

### Occupation des sols
L'occupation des sols de la commune, telle qu'elle ressort de la base de données européenne d’occupation biophysique des sols Corine Land Cover (CLC), est marquée par l'importance des territoires agricoles (100 % en 2018), une proportion identique à celle de 1990 (100 %). La répartition détaillée en 2018 est la suivante : 
prairies (51 %), terres arables (40 %), zones agricoles hétérogènes (8,9 %). L'évolution de l’occupation des sols de la commune et de ses infrastructures peut être observée sur les différentes représentations cartographiques du territoire : la carte de Cassini (XVIIIe siècle), la carte d'état-major (1820-1866) et les cartes ou photos aériennes de l'IGN pour la période actuelle (1950 à aujourd'hui).

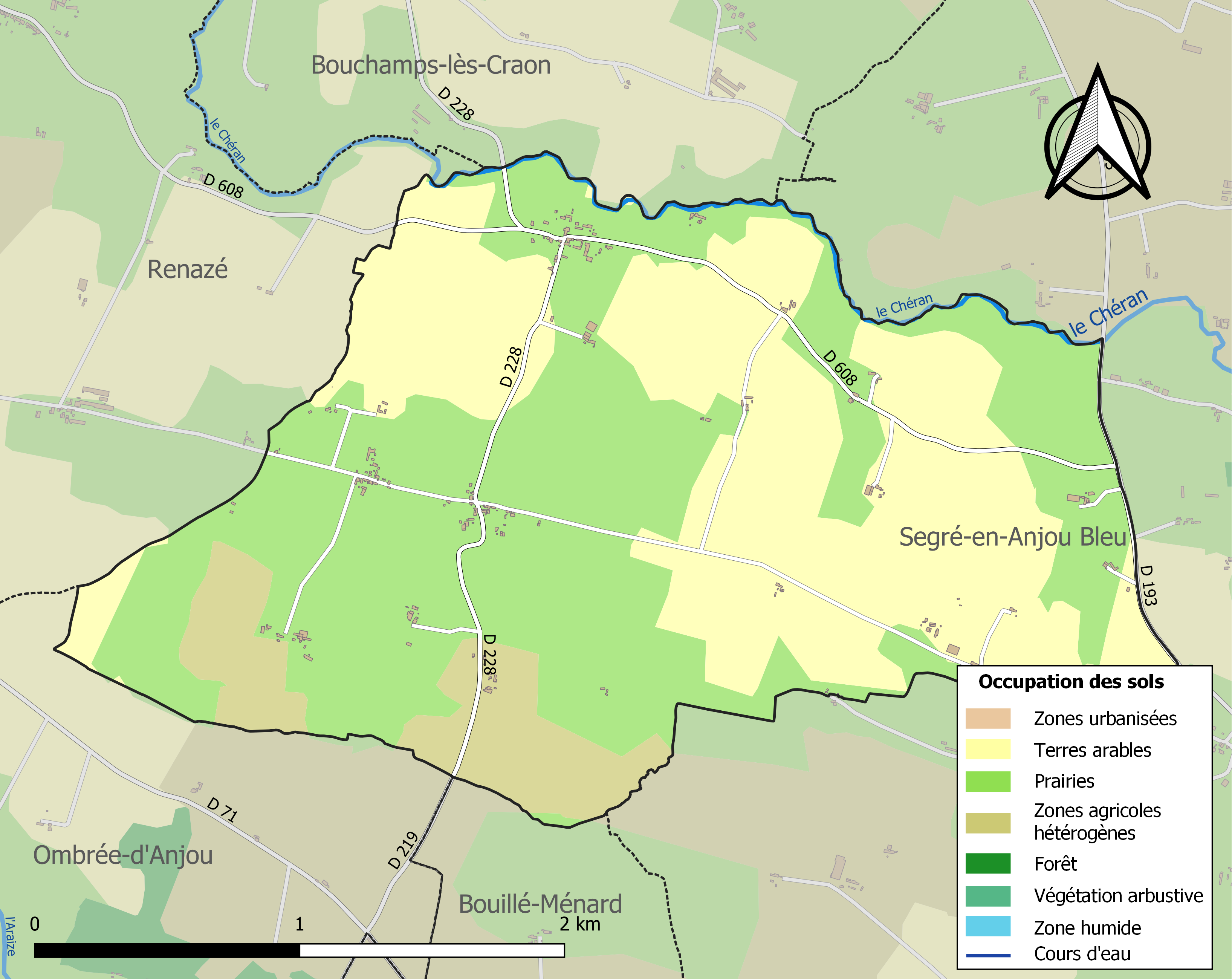
Carte des infrastructures et de l'occupation des sols de la commune en 2018 (CLC).

## Politique et administration
| Période   | Période  | Identité            | Étiquette | Qualité |
| --------- | -------- | ------------------- | --------- | ------- |
| mars 1989 | 2020     | Bruno Gilet         | SE        | Notaire |
| 2020      | En cours | Jean-Pierre Tessier |           |         |

## Démographie
L'évolution du nombre d'habitants est connue à travers les recensements de la population effectués dans la commune depuis 1793. Pour les communes de moins de 10 000 habitants, une enquête de recensement portant sur toute la population est réalisée tous les cinq ans, les populations de référence des années intermédiaires étant quant à elles estimées par interpolation ou extrapolation. Pour la commune, le premier recensement exhaustif entrant dans le cadre du nouveau dispositif a été réalisé en 2006.
En 2022, la commune comptait 116 habitants, en évolution de +1,75 % par rapport à 2016 (Mayenne : −0,73 %, France hors Mayotte : +2,11 %).
| 1793 | 1800 | 1806 | 1821 | 1831 | 1836 | 1841 | 1846 | 1851 |
| ---- | ---- | ---- | ---- | ---- | ---- | ---- | ---- | ---- |
| 268  | 192  | 245  | 231  | 227  | 257  | 272  | 284  | 291  |

| 1856 | 1861 | 1866 | 1872 | 1876 | 1881 | 1886 | 1891 | 1896 |
| ---- | ---- | ---- | ---- | ---- | ---- | ---- | ---- | ---- |
| 295  | 283  | 284  | 275  | 270  | 282  | 289  | 284  | 259  |

| 1901 | 1906 | 1911 | 1921 | 1926 | 1931 | 1936 | 1946 | 1954 |
| ---- | ---- | ---- | ---- | ---- | ---- | ---- | ---- | ---- |
| 273  | 269  | 265  | 218  | 220  | 222  | 215  | 208  | 214  |

| 1962 | 1968 | 1975 | 1982 | 1990 | 1999 | 2006 | 2011 | 2016 |
| ---- | ---- | ---- | ---- | ---- | ---- | ---- | ---- | ---- |
| 190  | 175  | 158  | 131  | 152  | 111  | 120  | 130  | 114  |

| 2021 | 2022 | - | - | - | - | - | - | - |
| ---- | ---- | - | - | - | - | - | - | - |
| 116  | 116  | - | - | - | - | - | - | - |

## Culture locale et patrimoine

### Lieux et monuments

#### Patrimoine archéologique
René-Jean Pommerais découvrit vers 1860, dans le champ des Fontenelles près du château de la Boissière, une enceinte de mégalithes,.

#### Patrimoine religieux
- Église Saint-Serge.

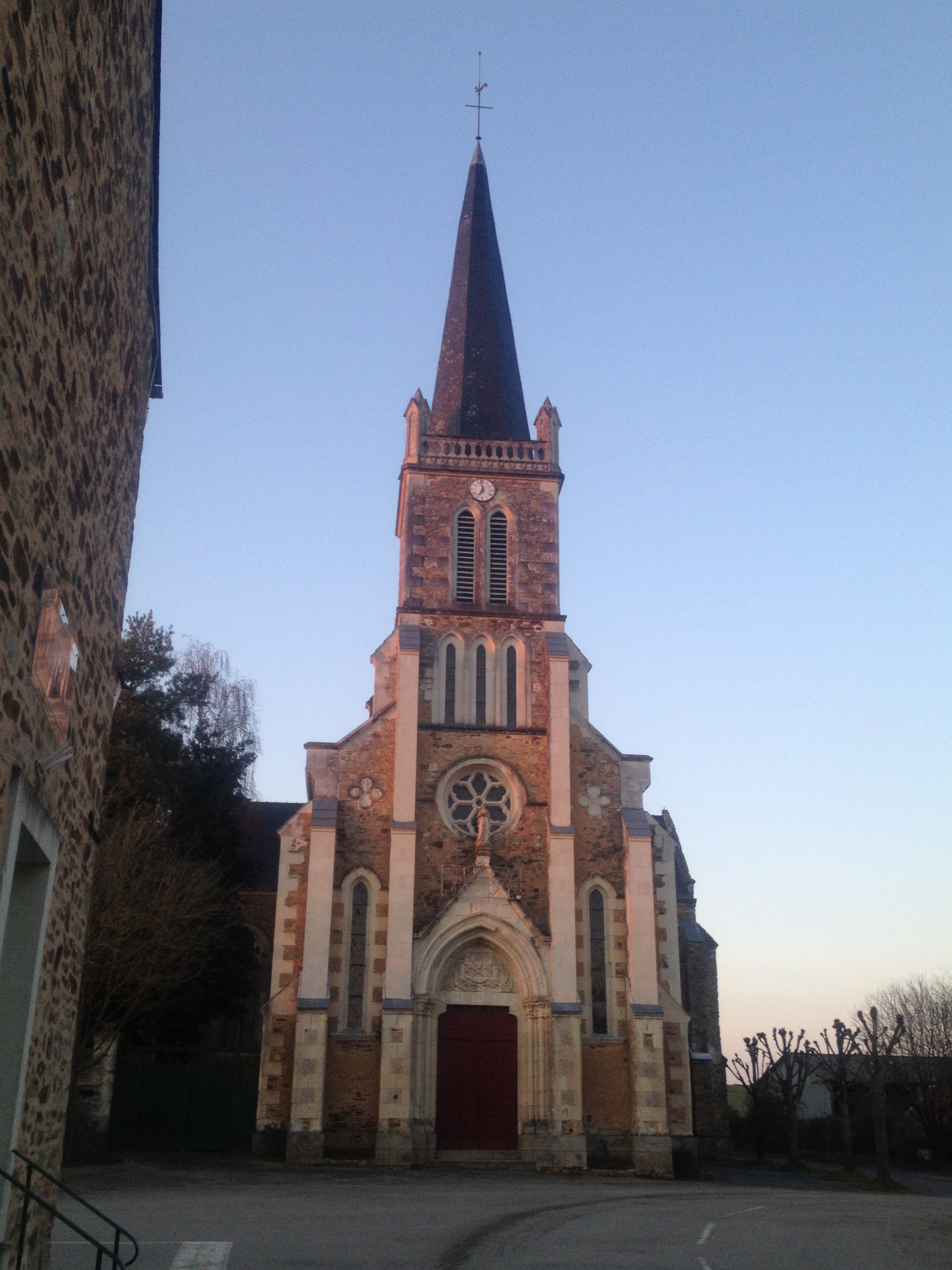
L'église Saint-Serge.

- Chapelle Saint-Christophe. Peinture murale de Xavier de Langlais.

#### Patrimoine civil

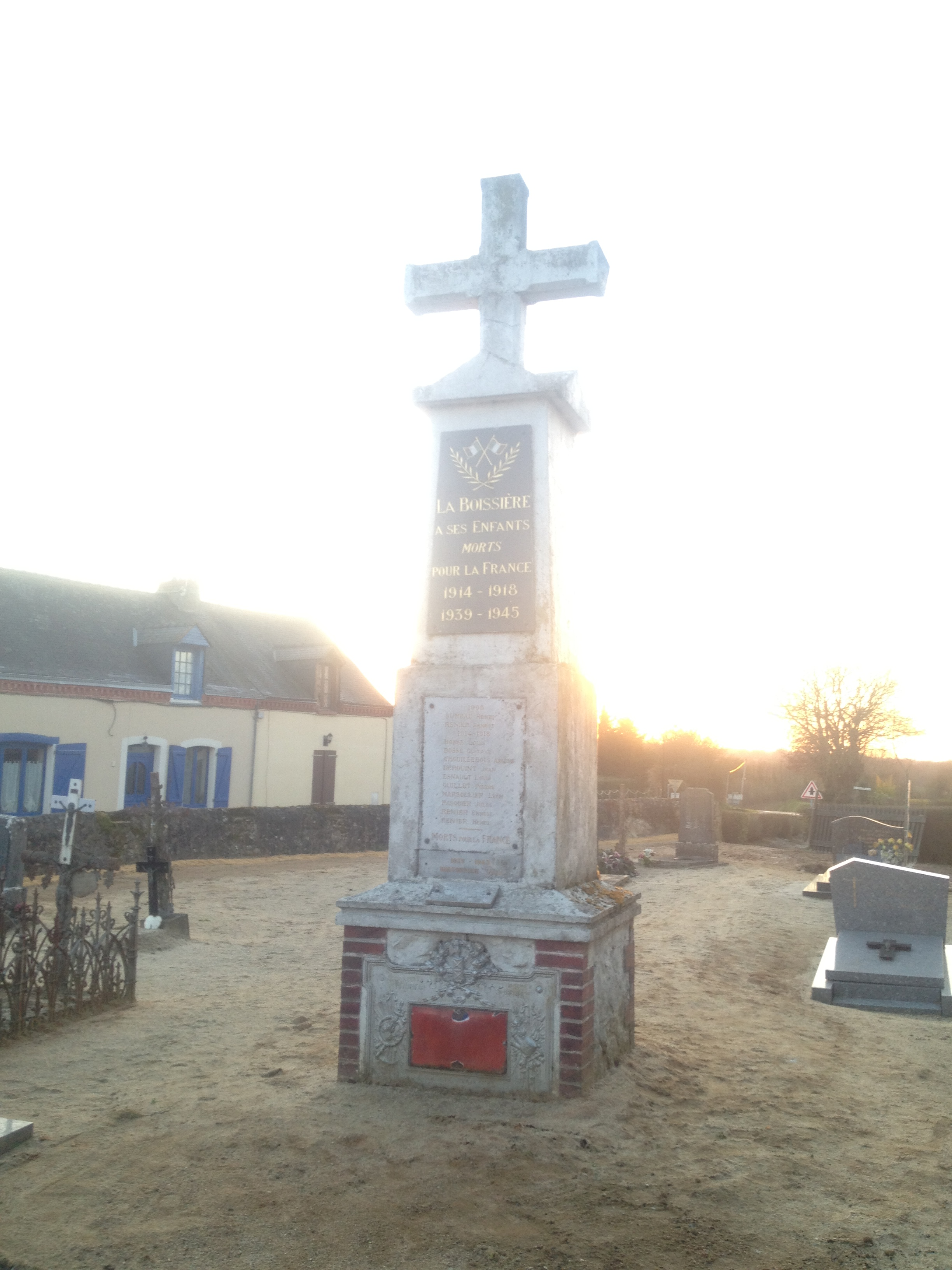
Le monument aux morts.

- Manoir de la Haute Bergerie situé au hameau Saint-Christophe. Située au bord de l'ancienne voie romaine Angers-Rennes, la tour Saint-Christophe de La Boissière fut prise par les Anglais pendant la guerre de Cent Ans. Selon l'abbé Angot, il s'agirait de la tour du château de La Boissière.

En 1577, le manoir de la Haute Bergerie et une partie des terres du fief furent achetés par Étienne Poyet, cousin du chancelier de France Guillaume Poyet, marié à Adrienne Baraton. En 1587, le sénéchal de Craon prononce le dépit du fief et condamne la famille Poyet à reconnaître l'autorité du château de La Boissière et à rendre foi et hommage à son châtelain.
La famille Poyet détient le manoir jusqu'en 1701, date à laquelle Toussaint Poyet est retrouvé noyé dans l'étang de la Grande Queille.
Jacques Bouchart, contrôleur des traites à Craon, petit-fils de Claude Bouchard, conseiller du roi et receveur des traites à Château-Gontier, devient propriétaire du manoir et y réside en 1775. À la Révolution, Françoise Bu de Chaubusson, cordelière au monastère de Buron d'Azé, décide de prêter serment civique et de se fixer au manoir en 1796 où elle meurt le 10 mars 1812 à 89 ans.
En 1980 démarre une campagne de restauration. En 2007, le manoir devient un site touristique appelé le Manoir Saint Christophe puis le Manoir de Merlin. Le manoir de la Haute Bergerie est vendu en 2016 par son propriétaire qui souhaite s'installer à Brocéliande à cause du manque d'attractivité touristique en Mayenne.
- Château de La Boissière.